# Benjamin Silliman Jr.
Pour les articles homonymes, voir Silliman.
Benjamin Silliman Jr. (4 décembre 1816 - 14 janvier 1885) est un chimiste américain.
En 1855, reprenant les travaux antérieurs de son père Benjamin Silliman, il retrouva un certain nombre de produits naturels par distillation du pétrole : goudrons, lubrifiants, naphta, solvants pour les peintures ainsi que l'essence qui, considérée à l'époque comme produit mineur, était utilisée comme détachant.